# Peter Vajkoczy
Peter Vajkoczy (* 21. Juni 1968 in München) ist ein deutscher Neurochirurg und Hochschullehrer.

## Leben
Peter Vajkoczy studierte von 1988 bis 1995 Humanmedizin an der Ludwig-Maximilians-Universität München. Während seines Studiums war er Stipendiat der Studienstiftung des deutschen Volkes. Seine Promotion erfolgte am Institut für Chirurgische Forschung des Klinikums Großhadern.
Nach seiner Approbation absolvierte er von 1995 bis 2001 seine Facharztausbildung in Neurochirurgie an der Neurochirurgischen Klinik des Universitätsklinikums Mannheim. Dort habilitierte er sich im Jahre 2001 und war im Anschluss als leitender Oberarzt und Hochschullehrer tätig.
2007 wurde Vajkoczy als Professor und Direktor an die Klinik für Neurochirurgie der Charité berufen. Er ist als Spezialist für gefäßchirurgische, tumorbedingte und wirbelsäulenchirurgische Eingriffe tätig. Des Weiteren publiziert er als Wissenschaftler insbesondere Beiträge zur Forschung zu innovativen Therapieverfahren bei neurologischen Erkrankungen. Außerdem äußert er sich in den sozialen Medien über seine Erfahrungen als Arzt und Chirurg im Fachgebiet der Neurologie.

## Publikationen (Auswahl)
- Surgical Techniques in Moyamoya Vasculopathy. Thieme, Stuttgart 2019, ISBN 978-3-13-147081-2.
- Kopfarbeit. Ein Gehirnchirurg über den schmalen Grat zwischen Leben und Tod. Droemer, München 2022, ISBN 978-3-426-30248-4.